# Andy Hunter (diskjockey)
Andy Hunter (1974) is een Engels christen-diskjockey en componist van elektronische dance. Hij ontwikkelde tijdens zijn puberteit interesse voor muziek en raakte in de jaren negentig geïnteresseerd in geluidstechniek.
Hij begon te werken met Suede en The Wonder Stuff. In 1992 deed hij als reizend technicus mee aan de New Generation Music en Mission en verhuisde naar Bristol - de locatie van Drum and Bass. In de volgende tien jaar werkte Hunter in de studio, werkend aan een nieuwe muziekstijl. In het najaar van 2002 bereikte zijn werk een toppunt in zijn epische werk Exodus, die Hunter uitbracht bij Nettwerk. In het begin van 2005 bracht Hunter een album van zes nummers uit: Life. 
Dankzij media als Rolling Stone, dat zijn eerste album Exodus bekendheid gaf, en dankzij verschijningen in videospelletjes en films, kon Hunter met toppers in de wereld van de dance-muziek toeren door de Verenigde Staten, Japan en Europa. 
Hunter kreeg erkenning als christelijke dj toen hij genomineerd werd voor de Dove Award voor zijn album Life. Hij heeft in een New Year's Eve (2005)/New Year's (2006) feest opgetreden in Phoenix, Arizona, die was ontvangen door een lokale kerk genaamd Christ's Church of the Valley in Phoenix. 

## Erkenning
Go en Wonders of You werden gebruikt in film en voor televisie, onder andere in; The Matrix Reloaded (trailer), Sky High (trailer), The Italian Job, ABC's hit Alias. Zijn werk is ook gebruikt in een handvol videospelletjes, inclusief SSX 3, Enter the Matrix, Black Hawk Down, en Need for Speed Underground. Hunter komt voor in het videospelletje Burnout Revenge. Zijn muziek is ook gebruikt in het christelijke videospelletje Dance Praise. De liedjes Come On, Go en Open My Eyes zitten in het spel. Het liedje Go was de titelsong van het spel Total Club Manager 2004.

## Discografie
Exodus (album) (2003)
Nummers
1. "Go" – 6:38
2. "The Wonders Of You" – 7:11
3. "Radiate" – 8:28
4. "Amazing" – 8:05
5. "Show" – 7:55
6. "Translucent" – 5:26
7. "Angelic" – 5:57
8. "Sandstorm Calling" – 7:13
9. "Strange Dream" – 6:24
10. "Intercessional" – 6:57

Life (EP) (2005)
1. "Open My Eyes" – 6:11
2. "Come On" – 6:40
3. "Alive" – 8:20
4. "Wonderful" – 5:41
5. "Lifelight" – 8:28
6. "To Life, To Love" – 8:22

Colour (album) (2008)
1. "Sound Pollution" – 6:30
2. "Stars (ft. Mark Underdown)" – 5:49
3. "Shine (ft. Shaz Sparks)"- 5:37
4. "Miracle" – 6:12
5. "System Error" – 5:43
6. "Smile (ft. Midge Ure)" – 4:42
7. "Technicolour (ft. D'Morgan)" – 6:10
8. "Together" - 4:43
9. "Fade (ft. Cathy Burton)" - 4:13
10. "Sapphire" - 4:11
11. "Out of Control" - 6:28
12. "You" - 7:03

- Gemeinsame Normdatei: 1203536011
- International Standard Name Identifier: 0000 0000 5781 767X
- Library of Congress Control Number: no2008084973
- MusicBrainz: 950e5ae2-2d7d-46de-9ed8-5e9d5617bbab
- Virtual International Authority File: 36730288
- WorldCat: E39PBJt3TYH87kjJ7HT6Pw9CcP